# Kantorps gruva

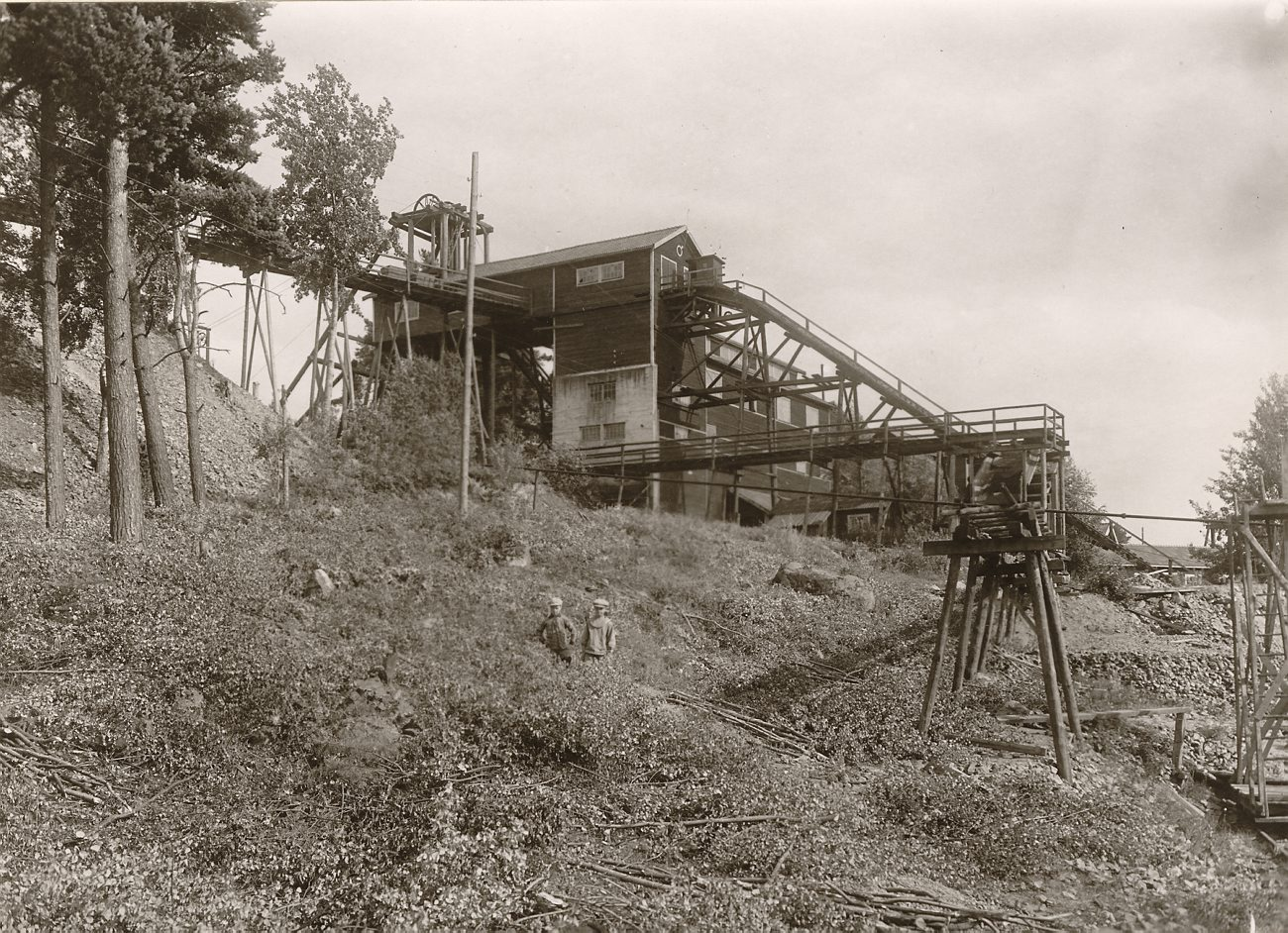
Kantorps gruva, 1926.

Kantorps gruva var en gruva i Kantorp i Sköldinge socken i Katrineholms kommun. Här bröts järnmalm 1866–1967, med underjordsbrytning på nivåer ner till 373 meter. Den 68 meter höga gruvlaven var väl synlig för förbipasserande på västra stambanan och riksväg 55.
Den 9 mars 2010 totalförstördes gruvlaven och intilliggande byggnader i en kraftig brand då tornet brann invändigt från botten till toppen. Branden syntes milsvida omkring.
I februari 2011 påbörjades rivningen av gruvlaven . Arbetet var avslutat några månader senare.